# Arctodiaptomus centetes
Arctodiaptomus centetes is een eenoogkreeftjessoort uit de familie van de Diaptomidae. De wetenschappelijke naam van de soort is voor het eerst geldig gepubliceerd in 1938 door Brehm.